# ヒンクリー・ユナイテッドFC
ヒンクリー・ユナイテッド・フットボールクラブ（Hinckley United Football Club）は、イングランド、レスターシャーのヒンクリーを本拠地とするサッカークラブチームである。2012-2013シーズンはカンファレンス・ノース（6部相当）に所属。

## タイトル

### 国内タイトル
- サウザンリーグ・ウェスタンディヴィジョン:1回
2000-2001
- サウザンリーグ・メリットカップ:1回
2000-2001
- レスターシャー・チャレンジカップ:4回
2000-2001, 2001-2002, 2003-2004, 2006-2007

### 国際タイトル
- なし

## リーグ順位
- 1997-1998 サウザンリーグ・ミッドランズ 12位
- 1998-1999 サウザンリーグ・ミッドランズ 4位
- 1999-2000 サウザンリーグ・ミッドランズウェスト 3位
- 2000-2001 サウザンリーグ・ミッドランズウェスト 優勝 昇格
- 2001-2002 サウザンリーグ・プレミアディヴィジョン 12位
- 2002-2003 サウザンリーグ・プレミアディヴィジョン 13位
- 2003-2004 サウザンリーグ・プレミアディヴィジョン 6位 昇格
- 2004-2005 カンファレンス・ノース 12位
- 2005-2006 カンファレンス・ノース 10位
- 2006-2007 カンファレンス・ノース 4位
- 2007-2008 カンファレンス・ノース 19位
- 2008-2009 カンファレンス・ノース 10位
- 2009-2010 カンファレンス・ノース 7位
- 2010-2011 カンファレンス・ノース 15位
- 2011-2012 カンファレンス・ノース 20位

## 歴代所属選手
- アンドレ・グレイ 2010, 2010-2012